# Elfriede Hoffmann

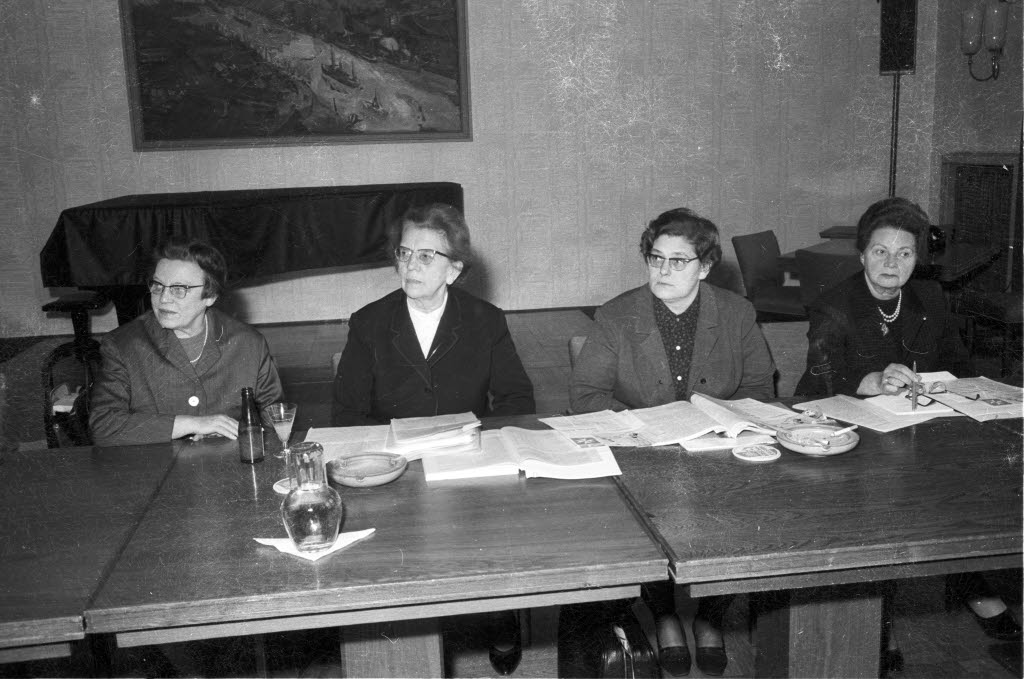
Vorstandssitzung des Landesfrauenrats Schleswig-Holstein 1967 (von links nach rechts): Anna Brodersen, Lena Ohnesorge, Elfriede Hoffmann und Anne Springborn

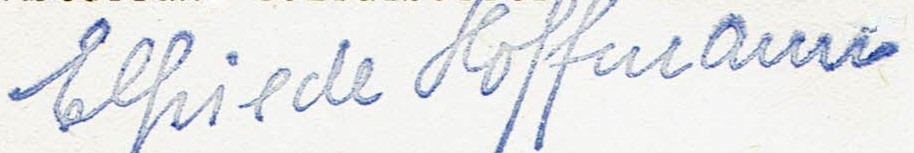
Elfriede Hoffmann Faksimile-Unterschrift (1986)

Elfriede Hoffmann (* 16. Mai 1926 in Berlin; † 14. Februar 2010) war eine deutsche Gewerkschafterin. Sie gehört von September 1980 bis Mai 1987 dem Vorstand der Gewerkschaft Handel, Banken und Versicherungen (HBV) (heute ver.di) an und war von 1977 bis 1981 Bundesvorsitzende der Arbeitsgemeinschaft sozialdemokratischer Frauen.

## Leben
Elfriede Hoffmann wurde als Tochter eines ungelernten Arbeiters in Berlin geboren, wuchs aber in Königsberg (Ostpreußen) in einer unpolitischen Familie auf. Sie besuchte die Volks- und Handelsschule und war bis 1944 als Verwaltungsangestellte an der Universität tätig. 1945 geriet sie in sowjetische Gefangenschaft und musste Schwerstarbeit leisten (Gleise verlegen, Kohlewagen ausladen), aus der sie erst 1950 wieder zurückkehrte. Dort kommt ihr Sohn zur Welt. Anschließend verdiente sie als Akkordarbeiterin bis 1955 ihren Lebensunterhalt für sich und ihren Sohn in einem Lübecker Blechverarbeitungsbetrieb.

### Gewerkschaftliche Tätigkeit
Seit 1950 war sie aktives Mitglied der Gewerkschaft IG Metall und gehörte ab 1954 dem Betriebsrat ihres Unternehmens an. Von 1953 bis 1960 war sie Vorsitzende des Frauenausschusses der IG Metall, Ortsverwaltung Lübeck, und des Bezirksfrauenausschusses der IG-Metall-Bezirks Hamburg sowie des DGB-Kreisfrauenausschusses Lübeck.
Nach einem Studium (1955–1957) an der damaligen Akademie für Gemeinwirtschaft in Hamburg (später HWP), das sie mit dem Diplomsozialwirt abschloss, arbeitete sie von 1958 bis 1959 als hauptamtliche Gewerkschaftssekretärin bei der IG Metall, Verwaltungsstelle Lübeck. Von 1960 bis 1961 war sie Angestelltensekretärin beim DGB in Lübeck (für den Bereich Ostholstein), von 1962 bis 1971 Leiterin der Abteilung Frauen beim DGB-Landesbezirk Nordmark. Von August 1979 bis September 1980 war sie Frauensekretärin bei IG Bergbau und Energie und anschließend bis Mai 1987 im Vorstand der Gewerkschaft HBV zuständig für die Frauenarbeit und die Sozialpolitik. Von 1964 bis 1971 war sie Beisitzerin beim Sozialgericht Hamburg. Seit 1980 war sie im sozialpolitischen Ausschuss des DGB, der Vertreterversammlung der Bundesversicherungsanstalt für Angestellte und seit 1983 im Verwaltungsrat der Bundesanstalt für Arbeit.

### Politische Tätigkeit
Sie wurde 1953 Mitglied der SPD. 1973 wurde sie in den Bundesvorstand der Arbeitsgemeinschaft sozialdemokratischer Frauen (ASF) gewählt und war von 1977 bis 1981 Bundesvorsitzende der Arbeitsgemeinschaft sozialdemokratischer Frauen. Kontroversen mit der autonomen Frauenbewegung und Alice Schwarzer führten zu Turbulenzen innerhalb der ASF und zum Rücktritt von Elfriede Hoffmann, die der neuen Frauenbewegung skeptisch gegenüber stand.  Von 1977 bis 1982 gehörte sie dem SPD-Parteivorstand an. Seit 1978 bis 1984 war sie Mitglied der SPD-Arbeitsgruppe „Sozialpolitisches Programm“.

## Veröffentlichungen
- Teilzeitarbeit; nicht nur ein Problem für Frauen, Arbeitsheft, Gewerkschaft Handel, Banken und Versicherungen, Hauptvorstand, Abteilung Frauen, Düsseldorf 1982

## Zitat
„Sie glaubt die Arbeit der SPD-Frauen aktivieren zu können: Einmal gehe es darum, die Interessenvertretung innerhalb der Partei zu verstärken, zum anderen gelte es, für die Frau das Recht auf Arbeit herauszustellen“